# Dolní Vernéřovice
Dolní Vernéřovice jsou vesnice a základní sídelní jednotka obce Jívka v okrese Trutnov v Královéhradeckém kraji. Leží v údolí Dřevíče mezi Horními Vernéřovicemi (též součást Jívky) a Vápenkou (součást Stárkova).

## Historie
První písemná zmínka o vesnici je z roku 1625. Ves patřila k panství Stárkov a později Skály.

## Pamětihodnosti
Zdejší soubor lidové architektury se zděnými a roubenými domy  podkrkonošského a slezského typu je od roku 2005 chráněný jako vesnická památková zóna.